# انتخابات پارلمان پرتغال (۲۰۲۲)
انتخابات زودهنگام مجلس قانونگذاری پرتغال در ۳۰ ژانویه ۲۰۲۲ به منظور انتخاب اعضای مجلس جمهوری، پانزدهمین انتخابات مجلس قانونگذاری جمهوری سوم را برگزار کرد. پیش از این تمامی ۲۳۰ کرسی مجلس جمهوری در خطر بود.
در ۲۷ اکتبر ۲۰۲۱، بودجه پیشنهادی که توسط دولت اقلیت سوسیالیست ارائه گردید توسط مجلس جمهوری رد شد. بلوک چپ (BE) و حزب کمونیست پرتغال (PCP) که قبلاً از دولت حمایت کرده بودند، برای رد بودجه به احزاب راست پیوستند. در ۴ نوامبر ۲۰۲۱، مارسلو ربلو دسوزا، رئیس‌جمهور پرتغال، از برگزاری انتخابات زودهنگام در ۳۰ ژانویه ۲۰۲۲خبر داد، این سومین انتخاباتی بود که در پرتغال در طول همه‌گیری کووید-۱۹ برگزار می‌شد، به‌خصوص که پرتغال بایستی در سال ۲۰۲۱، انتخابات ریاست‌جمهوری و انتخابات محلی برگزار می‌کرد.
در این انتخابات از حزب سوسیالیست پرتغال (PS) آنتونیو کاستا، نخست‌وزیر فعلی، اکثریت مطلق غیرمنتظره‌ای را در مجلس جمهوری به دست آورد که دومین مجلس در تاریخ حزب به‌شمار می‌رود. حزب سوسیالیست ۴۱/۷ درصد آرا و ۱۱۷کرسی را به دست آورد که یک کرسی بالاتر از حداقل لازم برای اکثریت است. حزب PS بیشترین آرا را در تمامی مناطق سرزمین اصلی پرتغال به دست آورد، اما نتوانست آراء مادیرا را به دست آورد. مفسران معتقد بودند که حزب سوسیالیست از انتقال آرای رأی دهندگان BE و ائتلاف دموکراتیک واحد (PCP-PEV) به حزب سوسیالیست سود برده‌است.

حزب سوسیال دموکرات (PSD) ضرر کرد و در نظرسنجی‌هایی که رقابت نزدیک با حزب سوسیالیست را پیش‌بینی کرده بود، عملکرد ضعیفی داشت و تنها PSD ۲۹/۳ درصد از آرا را به دست آورد که نسبت به سال ۲۰۱۹ کمی بیشتر است و ۷۶کرسی به دست آورد، که ۳ کرسی کمتر از انتخابات قبلی می‌باشد. PSD در مناطقی مانند لیرا و ویسو از حزب سوسیالیست پیشی گرفت و منطقه برانگانکا را تنها با ۱۵رای نسبت به حزب سوسیالیست به دست آورد. پس از انتخابات، روی ریو، رهبر حزب اعلام کرد که از رهبری استعفا می‌کند.
| نامزد                     | نامزد                     | آرا | %    |
| ------------------------- | ------------------------- | --- | ---- |
|                           | ژائو کوتریم دی فیگوئرادو  | ۱۸۱ | ۹۵٫۸ |
| برگه‌های رای خالی/بی‌اعتبار | برگه‌های رای خالی/بی‌اعتبار | ۸   | ۴٫۲  |
| میزان مشارکت              | میزان مشارکت              | ۱۸۹ |      |
| منابع: نتایج              |                           |     |      |

## نظرسنجی
| Vote share    | Vote share    | Vote share | Vote share | Vote share |
| ------------- | ------------- | ---------- | ---------- | ---------- |
|               |               |            |            |            |
| PS            | PS            |            | ۴۱٫۶۸٪     | ۴۱٫۶۸٪     |
| PSD           | PSD           |            | ۲۷٫۸۰٪     | ۲۷٫۸۰٪     |
| CH            | CH            |            | ۷٫۱۵٪      | ۷٫۱۵٪      |
| IL            | IL            |            | ۴٫۹۸٪      | ۴٫۹۸٪      |
| BE            | BE            |            | ۴٫۴۶٪      | ۴٫۴۶٪      |
| CDU           | CDU           |            | ۴٫۳۹٪      | ۴٫۳۹٪      |
| CDS-PP        | CDS-PP        |            | ۱٫۶۱٪      | ۱٫۶۱٪      |
| PAN           | PAN           |            | ۱٫۵۳٪      | ۱٫۵۳٪      |
| L             | L             |            | ۱٫۲۸٪      | ۱٫۲۸٪      |
| MF            | MF            |            | ۰٫۹۴٪      | ۰٫۹۴٪      |
| AD            | AD            |            | ۰٫۵۳٪      | ۰٫۵۳٪      |
| Others        | Others        |            | ۱٫۵۸٪      | ۱٫۵۸٪      |
| Blank/Invalid | Blank/Invalid |            | ۲٫۰۷٪      | ۲٫۰۷٪      |

| Parliamentary seats | Parliamentary seats | Parliamentary seats | Parliamentary seats | Parliamentary seats |
| ------------------- | ------------------- | ------------------- | ------------------- | ------------------- |
|                     |                     |                     |                     |                     |
| PS                  | PS                  |                     | ۵۱٫۷۷٪              | ۵۱٫۷۷٪              |
| PSD                 | PSD                 |                     | ۳۱٫۴۲٪              | ۳۱٫۴۲٪              |
| CH                  | CH                  |                     | ۵٫۳۱٪               | ۵٫۳۱٪               |
| IL                  | IL                  |                     | ۳٫۵۴٪               | ۳٫۵۴٪               |
| CDU                 | CDU                 |                     | ۲٫۶۵٪               | ۲٫۶۵٪               |
| BE                  | BE                  |                     | ۲٫۲۱٪               | ۲٫۲۱٪               |
| MF                  | MF                  |                     | ۱٫۳۳٪               | ۱٫۳۳٪               |
| AD                  | AD                  |                     | ۰٫۸۸٪               | ۰٫۸۸٪               |
| PAN                 | PAN                 |                     | ۰٫۴۴٪               | ۰٫۴۴٪               |
| L                   | L                   |                     | ۰٫۴۴٪               | ۰٫۴۴٪               |

نتایج کامل بر اساس حوزه‌های انتخاباتی
قوی‌ترین حزب بر اساس منطقه
قوی‌ترین حزب شهرداری